# Smithfield (Virginia)
Smithfield es un pueblo situado en el condado de Isle of Wight, Virginia  (Estados Unidos). Según el censo de 2010 tenía una población de 8.089 habitantes.

## Demografía
Según el censo del 2000, Smithfield tenía 6.324 habitantes, 2.438 viviendas, y 1.830 familias. La densidad de población era de 256,2 habitantes por km².
De las 2.438 viviendas en un 37,1%  vivían niños de menos de 18 años, en un 53,2%  vivían parejas casadas, en un 17,8% mujeres solteras, y en un 24,9% no eran unidades familiares. En el 21,5% de las viviendas  vivían personas solas el 9,7% de las cuales correspondía a personas de 65 años o más que vivían solas. El número medio de personas viviendo en cada vivienda era de 2,55 y, el número medio de personas que vivían en cada familia era de 2,95.
Por edades la población se repartía de la siguiente manera: un 27% tenía menos de 18 años, un 7% entre 18 y 24, un 29,3% entre 25 y 44, un 23,1% de 45 a 60 y un 13,6% 65 años o más.
La edad media era de 38 años.  Por cada 100 mujeres de 18 o más años  había 82,4 hombres.
La renta media por vivienda era de 43.224$ y la renta media por familia de 53.906$. Los hombres tenían una renta media de 40.845$ mientras que las mujeres 24.419$. La renta per cápita de la población era de 19.301$. En torno al 11,8% de las familias y el 12% de la población estaban por debajo del umbral de pobreza.

## Localidades adyacentes
El siguiente diagrama muestra a las localidades más próximas a Smithfield.